# جورج فرانكلين هوف
جورج فرانكلين هوف هو مصرفي وسياسي أمريكي، ولد في 16 يوليو 1842 في نوريستاون ‏ في الولايات المتحدة، وتوفي في 18 أبريل 1912 في واشنطن العاصمة في الولايات المتحدة. نشط حزبياً في الحزب الجمهوري. وقد انتخب عضو مجلس ولاية بنسيلفانيا ‏ وانتخب عضو مجلس النواب الأمريكي.